# Белекс 15
Белекс 15 (BELEX15) је најважнији индекс Београдске берзе и описује кретања најликвиднијих деоница у Србији. Белекс на дан 8.10.2011:
| Име                                        | Сектор            | Симбол | Учешће у BELEX15 (у %) | Расподељеност акција |
| ------------------------------------------ | ----------------- | ------ | ---------------------- | -------------------- |
| АИК банка а.д., Ниш                        | Банкарство        | АИКБ   | 20,00                  |                      |
| Комерцијална банка а.д., Београд           | Банкарство        | КМБН   | 10,91                  |                      |
| Енергопројект холдинг а.д., Београд        | Грађевинарство    | ЕНХЛ   | 5,73                   |                      |
| Сојапротеин а.д., Бечеј                    | Прехрана          | СЈПТ   | 6,36                   |                      |
| НИС а.д., Нови Сад                         | Нафта             | НИИС   | 20,00                  |                      |
| Агробанка а.д., Београд                    | Банкарство        | АГБН   | 5,70                   |                      |
| Универзал банка а.д., Београд              | Банкарство        | УНБН   | 3,82                   |                      |
| Јубмес банка а.д., Београд                 | Банкарство        | ЈМБН   | 4,81                   |                      |
| Јединство Севојно а.д., Севојно            | Метални производи | ЈЕСВ   | 2,16                   |                      |
| Имлек а.д., Београд                        | Прехрана          | ИМЛК   | 8,46                   |                      |
| Металац а.д., Горњи Милановац              | Посуђе            | МТЛЦ   | 3,27                   |                      |
| Алфа плам а.д., Врање                      | Пећи и шпорети    | АЛФА   | 1,38                   |                      |
| Ветеринарски завод Суботица а.д., Суботица | Сточна храна      | ВЗАС   | 0,70                   |                      |
| Тигар а.д., Пирот                          | Гуме              | ТИГР   | 1,38                   |                      |
| Аерордом Никола Тесла а.д., Београд        | Аеродром          | АЕРО   | 5,32                   |                      |